# (3748) Tatum
(3748) Tatum est un astéroïde de la ceinture principale.

## Description
(3748) Tatum est un astéroïde de la ceinture principale. Il fut découvert le 3 mai 1981 à la station Anderson Mesa par Edward L. G. Bowell. Il présente une orbite caractérisée par un demi-grand axe de 2,53 UA, une excentricité de 0,15 et une inclinaison de 6,0° par rapport à l'écliptique.

## Compléments